# Україна (назва)

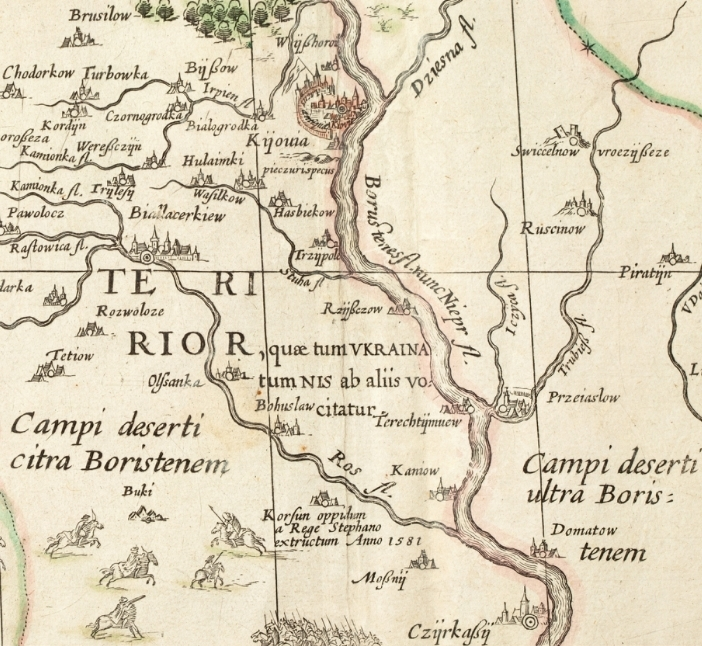
Vkraina («Україна») та Kyovia («Київ») на «Радзивіллівській мапі» 1613 року, зі campi deserti («степовими полями») по «цей» та «той» бік Boristenes («Борисфену»), нинішнього Niepr («Дніпра»).

Украї́на або Вкраї́на (д.-рус. Оукраина) — топонім у Східній Європі. Вперше згадується в Київському літописі під 1187 роком, у зв'язку зі смертю переяславського князя Володимира Глібовича на Посульському рубежі. З XIX століття назва території обабіч Дніпра, між Доном і Сяном, та Прип'яттю і Чорним морем, заселена переважно українцями.
Згідно з версією, поширеною в російській, радянській та українській історіографії, так називали «пограничну територію» (М. Грушевський, Лонгин Цегельський [1907], Богдан Барвінський [1916], Володимир Охримович, Іван Огієнко, Ярослав Рудницький, Євген Онацький, Зенон Кузеля, Дмитро Дорошенко, О. О. Потебня, Ю. О. Карпенко, В. А. Никонов, П. П. Толочко, В. А. Смолій), Орест Субтельний [1991].
За другою версією, «Україна» має значення «рідний край, країна, земля» (Грінченко Б. Д., Шевченко Ф. П., С. Я. Єрмоленко, В. Г. Скляренко, М. Г. Андрусяк, В. М. Русанівський,А. Л. Байцар, Г. П. Півторак)...
Третя версія запропонована видатним українським географом Степаном Рудницьким в його працях «Україна. Земля й народ» (Відень, 1916) і «Основи землезнання України» (Прага, 1923). На його думку, «Україна» — це межова земля Європи, кордон між Європою та Азією. Прихильниками цієї версії були відомі географи Мирон Дольницький (1892—1968) та Володимир Кубійович (1900—1985). Пояснення Степана Рудницького широкого поширення так і не набуло. Ця версія зазнала нищівної критики українським істориком Ярославом Рудницьким («Слово й назва Україна» (Winnipeg, Man. 1951), назвавши її «ще однією псевдологією» та «народною етимологією, що насправді прогомоніла майже безслідно»..
Серед дослідників досі немає одностайності в тлумаченні цього терміна. В сучасній історіографії є вдосталь прибічників як однієї, так і другої версій. Етимологія цього слова досі не з'ясована..
Згідно з академічними українськими джерелами: «Українська мова: енциклопедія» та «Мала енциклопедія етнодержавознавства», назва «Україна» мала значення «внутрішня країна», «внутрішня земля», «земля, населена своїм народом»; згідно з «Енциклопедією Історії України», термін «Україна» мав значення пограниччя, крайньої, межової землі та первісно вживався для позначення порубіжних земель стосовно Київської землі та/або Переяславського князівства (межової території з половцями), Галицько-Волинського князівства (прикордоння з Польщею), не маючи на той час певного етнокультурного змісту.

## «Україна» в літописах
«Літопис Руський» XII століття згадує назви «Україна», «Вкраїна», «Вкраїниця», «україняни» локалізовані:
- південна частина Переяславської землі (південна частина Київщини і північно-східна частина Черкащини)[2];
- південно-східна частина Галицької землі (Пониззя), південні частини сучасних Тернопільщини та Хмельниччини (р. Смотрич, р. Ушиця, р. Збруч), і південно-західна частина Вінниччини[2];
- терени Волинської землі в басейні лівобережжя середньої течії Західного Бугу, суміжне з Лядською землею Малої Польщі (нині — Холмське, Бяло-Подляське, Замойське воєводства Польщі)[2].

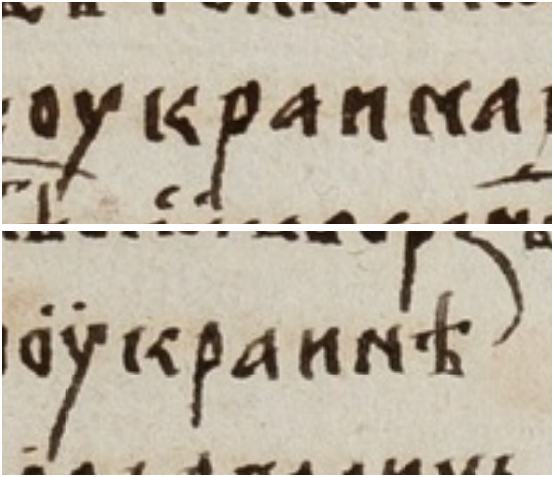
Записи в Іпатіївському списку:
у 1187 р. як «оукраина» (номінатив)
у 1189 р. як «оукраинѣ» (датив)

Київський літопис 1187 (за Іпатіївським списком), оповідаючи про смерть переяславського князя Володимира Глібовича, під час походу на половців, каже що «за ним же Україна багато потужила»:
|  | ѡ нем же Ѹкраина много постона. |

У тому ж літописі за 1189 рік згадується, що князь Ростислав Берладник
|  | '«еха и Смоленьска в борзѣ и приѣхавшю же емоу ко Оукраинѣ Галичькои (на означення подністрянського Пониззя) и взя два города Галичькъıи и отолѣ (от "України") поіде к Галичю» |

У Галицько-Волинському літописі, під 1213, записано, що князь Данило «забрав Берестій, і Угровськ, і Верещин, і Столп'є, і Комов, і всю Україну»:
|  | и приӕ Берестии . и Ѹгровескъ . и Верещинъ . и Ст҃олпъ Комовъ . и всю Ѹкраинѹ . |

Існують різні трактування слова «Україна» у цих літописах. Так, історик Олександр Палій вважає, що слово було простим синонімом слів «князівство», «земля». Натомість Іван Огієнко висловив ширші міркування щодо цього у своїй праці «Історія української літературної мови». Про перший вжиток слова «україна» у Київському літописі він пише так:

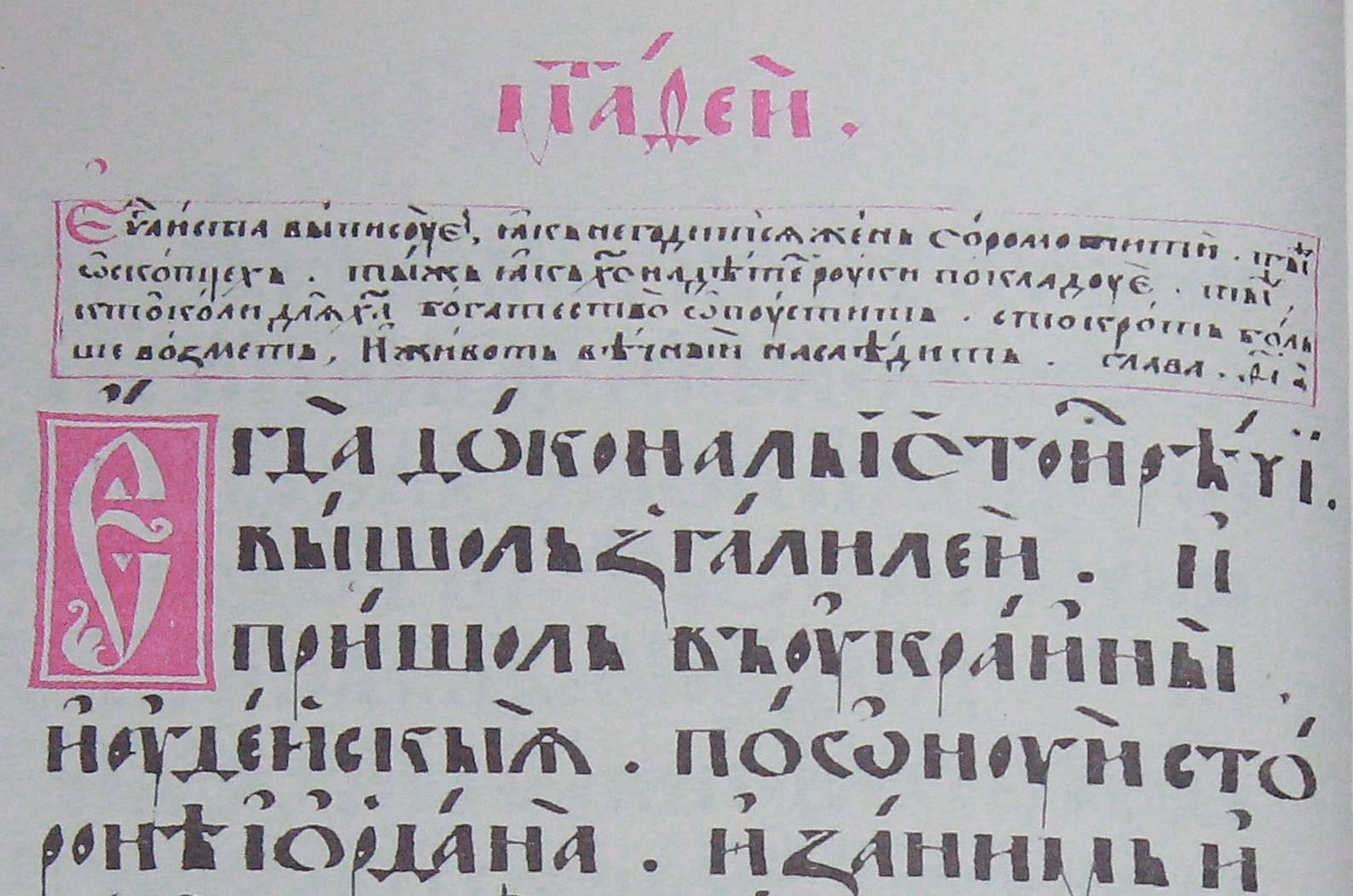
Уривок із Пересопницького Євангелія (1556) в якому трапляється слово «україна»: «пришол в україни иудейския». У цьому фрагменті слово «україна» — край, межа, область (грецький варіант ‛όρια, латинський fines, слов'янський предѣлы)

Канадський історик Орест Субтельний висловив таку думку щодо цього:
Натомість мовознавець, академік НАН України Григорій Півторак наголошує:

## «Україна» на географічних мапах

Радзивіллівська мапа — перше картографічне джерело, де використана назва «Україна». Перше видання карти було здійснене Віллемом Блау в 1613 році

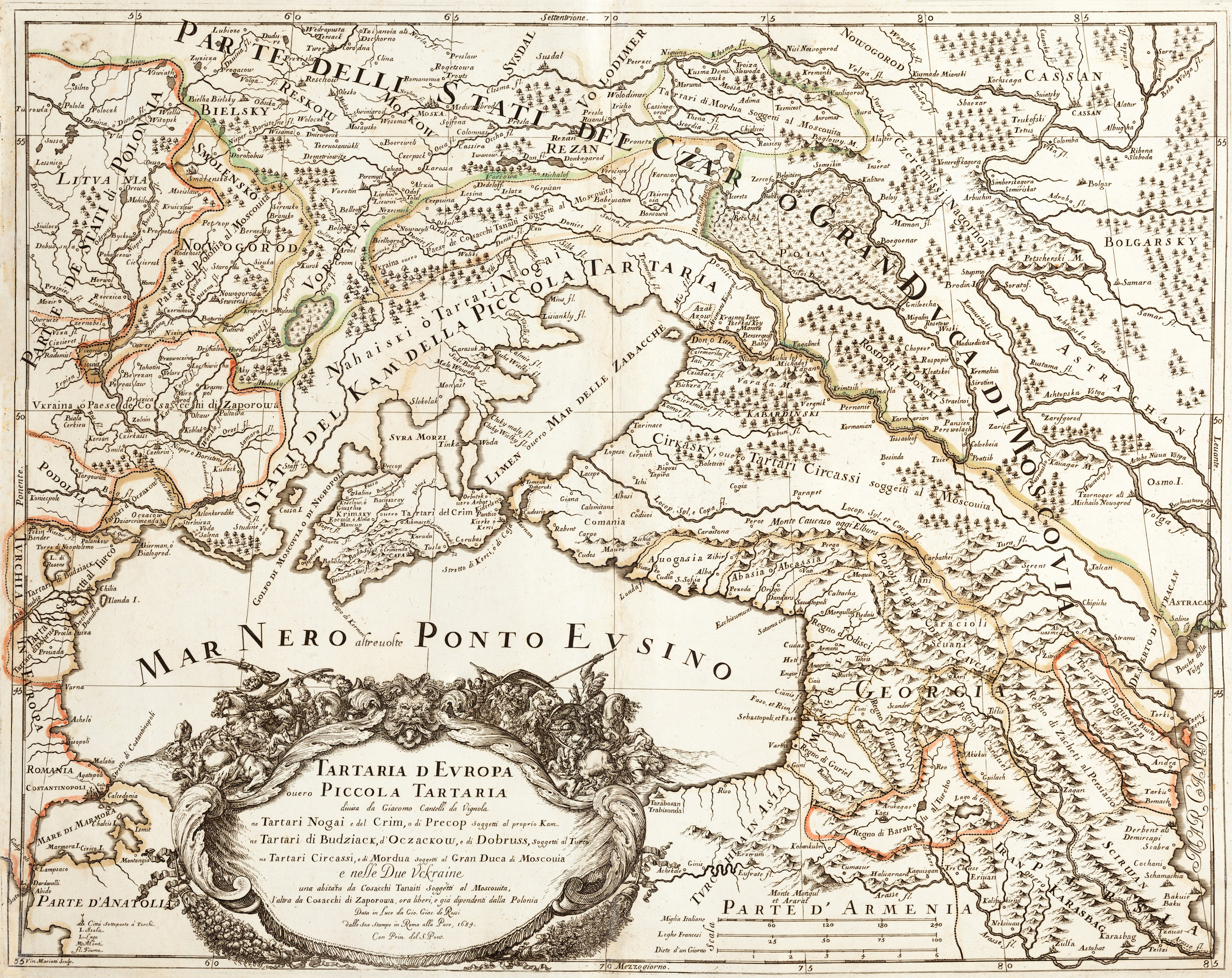
Карта «Європейської Татарії або Малої Татарії» італійця Джакомо Кантеллі да Віньола (1688). Наддніпрянщина показана як «Україна або край запорозьких козаків (Vkraina o Paese de Cossachi di Zaporowa)». На схід від неї вказана «Україна або край донських козаків, залежних від Московії (Vkraina ouero Paese de Cossachi Tanaiti Soggetti al Moscouita)».

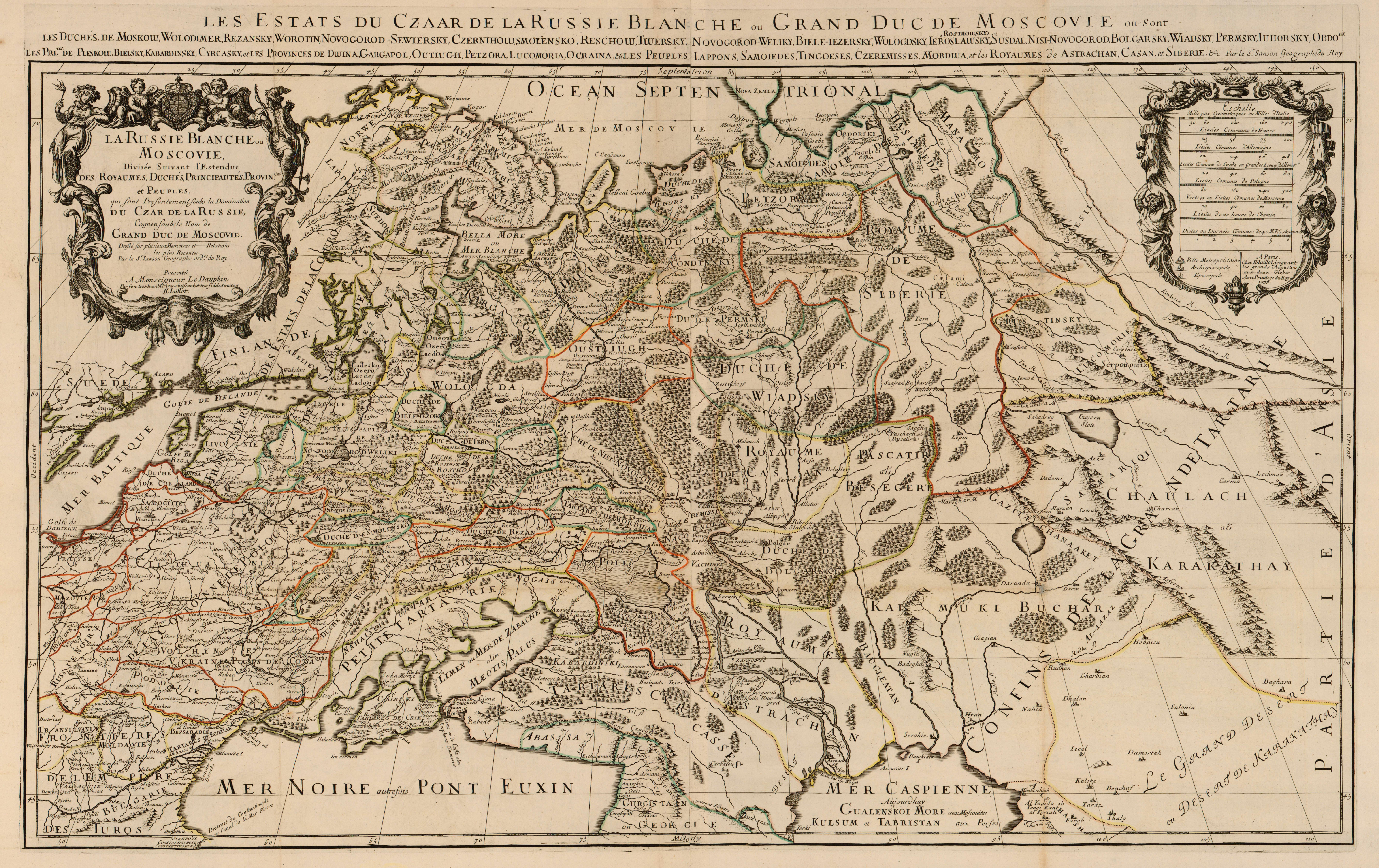
Карта «Білої Русі або Московії» француза Юбера Жайо (1685). Наддіпрянщина показана як «Україна (Vkraina) або край козаків». На схід від неї, між Воронезьким (Worotin) і Рязанським (Rezan) князівствами, вказано «Окраіну» (Okraina), що відповідає землям донських козаків.

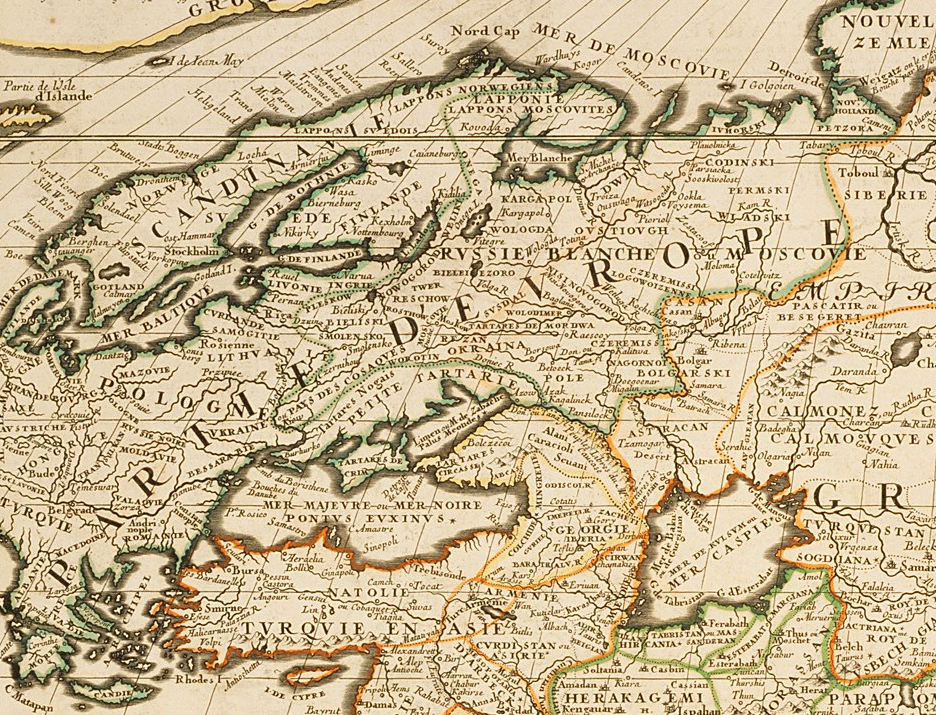
Карта Східної Європи італійця Вінченцо Марія Коронеллі (1690). Правобержжя і Лівобережжя з Києвом
позначені як VKRAINE ou PAYS DES COSAQUES (Україна або Країна козаків); Слово OKRAINA (Окраіна) вжито стосовно Задоння і Рязані — московського порубіжжя.

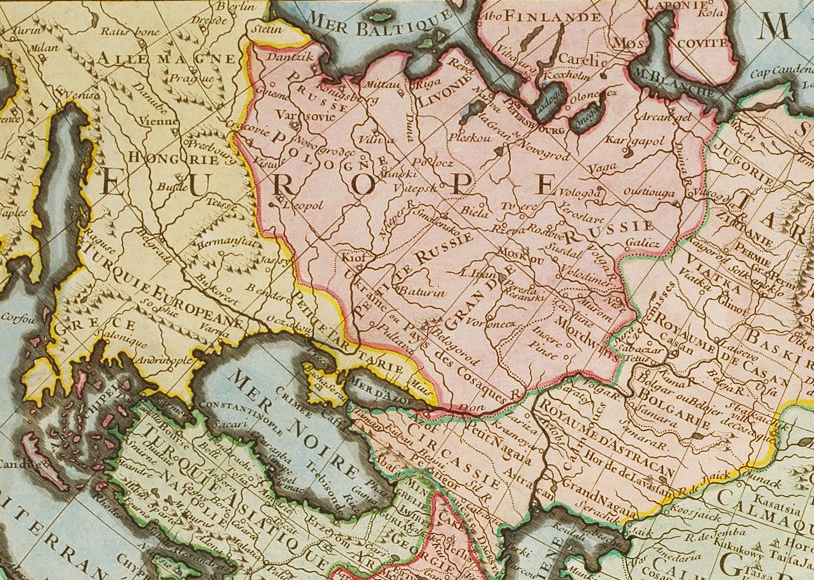
Карта Східної Європи француза Гійома Деліля (1723). Наддніпрянщина і Південна Білорусь позначені як PETITE RUSSIE (Мала Русь). Ця назва пересікається в районі Наддніпрянщини з іншою, що простягається до Слобожанщини: UKRAINE OU PAYS DES COSAQUES (Україна або Країна козаків)

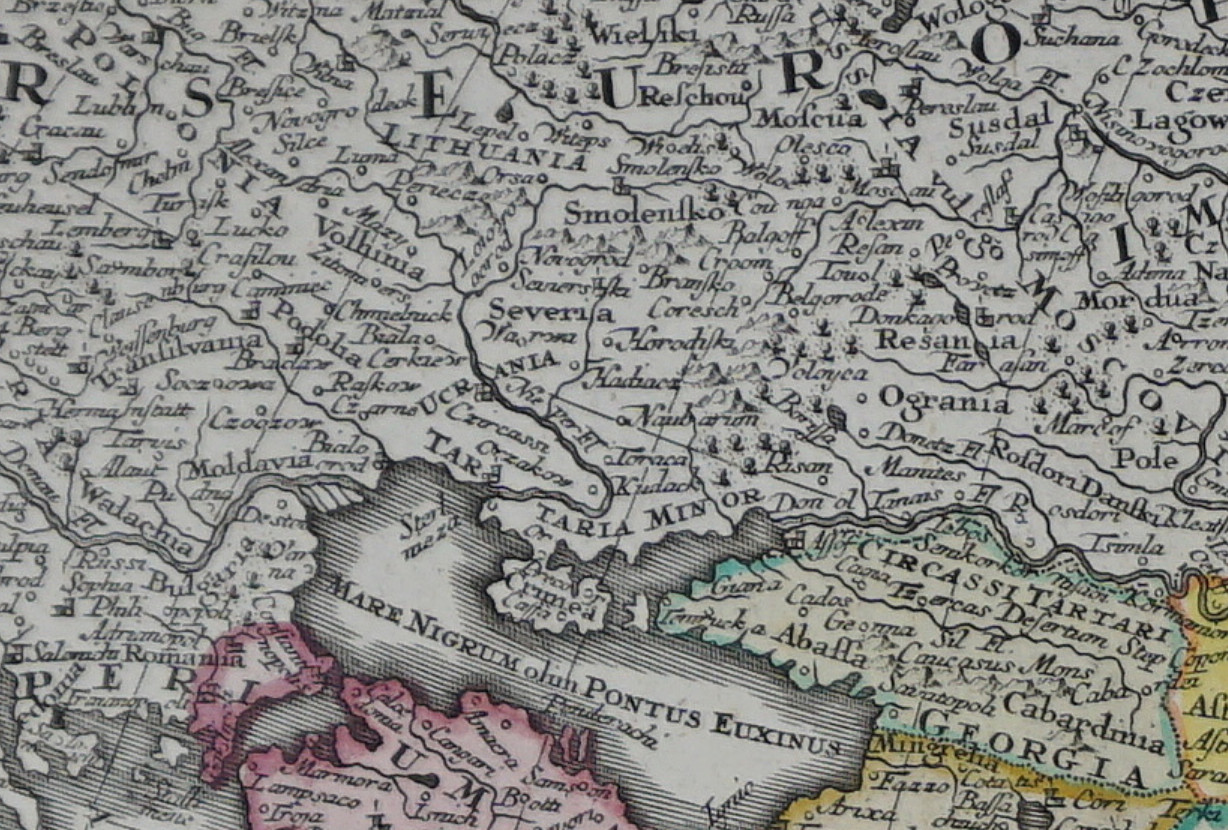
Карта Східної Європи німця Матіуса Зойттера (1730). Словом UCRANIA (Україна) позначено Надніпрящину. Довкола неї розташовано топоніми VOLHINIA (Волинь), PODOLIA (Поділля) і SEVERIA (Сіверщина). На схід від них, в районі Рязані знаходиться OGRANIA (Огранія)

До XVI століття назва «Україна» не використовувалась у картографії світових держав для позначення цієї території. До цього періоду зазначена територія позначається на картах як Русь, Поділля, Червона Русь, Сарматія та Скіфія ..
В рукописі «Географія Птолемея» 1420 року (автор невідомий), на карті «Сарматія» (Сарматіас) (назва карти умовна) вперше були зображені українські землі та вперше на карті міститься напис «Сарматія». В цьому рукописі на карті «Сарматія Азійська» (назва карти умовна) — напис «САRМАТЇА АСЇА» (Сарматія Азійська)..
На більшості географічних карт XIV—XVI століть українське Наддніпров'я позначається як Сарматія (Sarmatia), Ruthenia, Russia, Cumania, Commania та ін. Назва Україна на картах з'явилася в другій половині XVI століття Одна із перших карт з назвою Україна та «Cosaques» (Козаки) — карта 1572 року (зберігається в Архіві Міністерства закордонних справ Франції. За Сергієм Шелухіним (1921 року): «В Націон. Бібліотеці (Париж) в паперах французького купця Мотіеля є географічна карта басейну Чорного Моря, зроблена невідомим автором. Мотіель їздив з Франції суходолом в Туреччину через Україну. Виїхав він з дому в 1580 році, а вернувся в 1582 р., пробувши в подорожі 2 роки з лишком. Ясно, що карту, якою він користався в тій подорожі, було зроблено раніше 1580 року. На карті Мотіеля територія по обидва боки Дніпра (Правобережжя та Лівобережжя) має напис „Uckrania“ (Україна).».
Від другої половини XVI ст. назва «Україна» вже постійно фігурує у польських і турецьких джерелах. Справжня революція у кодифікації України як держави пов'язана з іменем французького інженера Гійома Левассера де Боплана. В опублікованій у 1651 р. у Франції невеликій праці «Опис України» він відтворив для західного читача картину України, якою її побачив — з докладними відомостями географічного та економічного характеру, описанням порогів, побуту і звичаїв запорозьких козаків, кримських татар тощо. Не менше значення мають карти, які складав Боплан на основі власних топографічних вимірів. Багато разів копіювалися і перевидавалися дві карти України, виконані Бопланом, — Спеціальна і Генеральна, а також його карта Дніпра. Завдяки картам Боплана, широко відомим у Європі, назва «Україна» остаточно утвердилася в картографуванні; з'явилася вона і на глобусі 1660—1670 рр. (автор глобуса — Корнеліус Блав).
1710 рік. Абрахам Аллард видав карту «Sades Belli in POLONIA et in Moscovia…». Напис Ukraina на карті займає Правобережжя та Лівобережжя. Окремо виділено Волинь (Volhynia). Напис Russia Rubra (Червона Русь) зустрічається два рази: перший — для Галичини та Покуття (Pokutta); другий — накладається на напис Ukraina та охоплює Правобережну та Лівобережну Україну. На півдні України напис Cosakki Saporoski (Козаки Запорозькі). Напис Ukraina — від Поділля (Podolia) до Слобожанщини.
1711 рік. Йоганн-Баптист Гоманн видав мапу «Poloniarum Magnique Ducatus Lithuaniae, Russiae, Prussiae, Mazoviae, Samogitiae, Kioviae, Volhyniae, Podoliae, Podlachiae, Livoniae, Smolensci, Severiae» (Велике князівство Литовське, королівство Польщі, Русь, Пруссія, Мазовія, Жемайтія, Київщина, Поділля, Підляшшя, Лівонія, Смоленщина, Сіверщина). Написи Червона Русь та Ukraina (Україна) частково накладаються один на одного. Напис Ukraina (Україна) — від Поділля до Новгород-Сіверщини (Стародубщини).
1712 рік. Йоганн-Баптист Гоманн. Карта — «Vkrania quæ et Terra Cosaccorum cum vicinis Walachiæ, Moldaviæ, Minoris, Tartariæ provinciis» (Україна чи Козацька земля з прилеглими провінціями Валахії, Молдавії й Малої Татарії). Інший український варіант назви карти — «Україна, що є Землею Козаків з сусідніми провінціями Валахії, Молдавії, Малої Татарії представлена Йоганом Баптистом Гоманном». Написи Russia Rubra (Червона Русь) та Ukraina (Україна) проведені паралельно через всю українську етнічну територію. Напис Ukraina — від Поділля до Полтавщини.
1750 рік. Тобіас Йоганн Маєр. Карта — «Mappa Geographica Regni Poloniae». Карта публікувалася в різних атласах (вісім версій). Напис UKRAINA (Україна) зображено великими літерами й охоплює територію від Покуття до Дніпра. UKRAIN (Україна) ототожнюється з Червоною Руссю (RED RUSSIA). Це одна із перших карт де до України належить Галичина. Червона Русь — територія від м. Ярослава та м. Перемишля (тепер Польща) до Бєлгорода (тепер Росія).
1765 рік. Тобіас Йоганн Маєр. Карта — «Map of the Kingdom of Poland and the Grand Dutchy of Lithuania, from Tob. Mayer of the Cosmographical Society of Nuremberg». Напис UKRAIN (Україна) зображено великими літерами й охоплює територію від м. Ярослава та м. Перемишля (тепер Польща) до Дніпра. UKRAIN (Україна) ототожнюється з Червоною Руссю (RED RUSSIA).
На картах німецького картографа Габріеля Боденера зустрічається напис «UKRAYNE».

## «Україна» за часів Речі Посполитої
Документи кажуть про «Україну подільську», «Україну брацлавську», «Україну київську». «Dyaryusz sejmowy» 1585 називає Поділля «Ukraina Podolska». З розвитком Козаччини в 16 ст. назва україна стає географічною назвою козацької території, яка охоплювала широкі простори Наддніпрянщини — Правобережної й Лівобережної, де в адміністративній системі Речі Посполитої було розташоване воєводство Київське. У такому значенні термін україна вживається в писаннях київського католицького єпископа Й. Верещинського (кін. 16 ст.), в діяріюшах С. Бєльського 1609 й Ш. Окольського 1638, в листах гетьмана П. Сагайдачного, єпископа (згодом митр.) І. Копинського та ін. Сагайдачний у листі до короля Жиґмонта III 15 лютого 1622 року писав про «Україну, власну, предковічну отчизну нашу», «городи українські», «народ український» тощо. І. Колимський у листі до патріарха московського Філарета з 4 грудня 1622 (з Мгарського монастиря) скаржився, що «все зде на Украине, во пределе Киевском сотесняемся». Але поняття україна щораз далі поширюється за межі самого Київського воєводства, зокрема на Лівобережжі, де в першій половині XVII століття проходить процес посиленої української колонізації, яка захоплює також володіння Московської держави (Слобідська Україна).
Йосип Верещинський у листуванні з польським урядом зазначав, що Україна «є довша і ширша, ніж Мала і Велика Польща».

## «Україна» за козацької доби
Назву «Україна» як держава уперше на міжнародному рівні було зафіксовано у матеріалах Віленського перемир'я 1656 року між Річчю Посполитою та Московським царством, а потім — тексті Бучацького перемир'я 1672 року між Річчю Посполитою та Османською імперією та в Андріанопольських мирних договорах 1713 року між Стамбулом, Варшавою та Москвою. У 1676 році гетьман Війська Запорозького Юрій Хмельницький почав титулуватися як «гетьман Війська Запорозького, князь України».
Особливого політичного значення назва «Україна» набирає внаслідок Хмельниччини. Хоч офіційна назва Козацько-Гетьманської Держави 17 — 18 ст. була «Військо Запорозьке», але її територія була «козацька земля», яка звичайно і в українській і в польській практиці — називалася Україною. Отож, назви Україна, український, український народ щораз частіше вживалися в політичному і культурному житті Гетьманщини. Зустрічаємо їх раз у раз в актах і документах Б. Хмельницького, І. Виговського, П. Дорошенка, І. Самойловича, І. Мазепи, П. Орлика. Старшина Дорошенко в листі до Запоріжжя 1671 писав про «всю Україну», «народ наш український», «українські міста» тощо. Про «отчизну Україну» згадував П. Полуботок у листі до В. Кочубея 1685. Антигетьман П. Іваненко (Петрик), укладаючи 1692 союзний договір з Кримським ханством, вчинив це «для одобрання од московское власти милое отчизни своее Украины», а в своїх універсалах і листах писав: «наша Україна». Цю назву залюбки вживав і в офіційних актах і в приватних листах екзильний гетьман П. Орлик. Обидва тексти (латинський і український) Бендерської конституції 1710 згадують «Ucraina», «in Ucrainam», «в Украйні», «Кіев и иные украинскіе городы». У договорі з Кримом 1711 Орлик титулується «dux Ucrainae». Не дивно, що ця назва тоді стала відомою й популярною в Західній Європі (завдяки також другому вид. «Description d'Ukrainie» Ґ. Л. де Боплана 1661). Після Андрусівської угоди 1667 й поділу України між Москвою й Польщею з'являються назви «сьогобічна» й «тогобічна» Україна, а для Лівобережжя ще «Малоросійська Україна».
Назва «Україна» була активно вживана в міжнародних угодах та актах, укладених Військом Запорозьким зі Шведським королівством, Османською імперією та Кримським ханством протягом 1710—1712 років. Це відображалося у «Договорах і постановах» 1710 року зі Швецією, у Кайрському мирі 1711 року з Кримом та у Стамбульському мирі 1712 року з Туреччиною, а також у дипломатичному листуванні початку XVIII століття. Ці документи підтверджували міжнародну суб'єктність Війська Запорозького як протегованої держави.
Важливою історико-лінгвістичною обставиною є те, що назва «Україна», як синонім для лівобережної частини Війська Запорозького, була вжита у офіційному тексті Константинопольського договору 1712 року між Високою Портою та Московською державою. У контексті зовнішньополітичних відносин країн Північної, Східної, Південно-Східної Європи та Малої Азії назва «Україна» визначала територію державно-політичних автономних утворень, які існували з 1660-х років — Лівобережної і Правобережної Гетьманщин. Однак, від Шведського королівства, Османської імперії та Кримського ханства терміни «Україна» та «український» використовувалися переважно для маркування Правобережжя, а лише у окремих випадках — Лівобережжя.

### XIX—XX століття
Щойно в XIX століття, з об'єднанням більшості українських земель і утворенням українського територіального масиву назва Україна поволі набирає значення української національної території. Починаючи з другої половини XIX століття, назва Україна вживається в українському громадянському й приватному житті, визначаючи всю територію українського народу й усуваючи всі інші назви (зокрема Малоросія), незалежно від їх походження й історичного вжитку.
Після проголошення Української Народної Республіки (універсали Центральної Ради III — 20 листопада 1917 і IV — 22 січня 1918), Української (Гетьманської) Держави (29 квітня 1918 року) і Західно-Української Народної Республіки (1 листопада 1918 року), назви Україна і український народ остаточно усталюються як офіційні назви Української держави та її народу. Офіційне прийняття назви Карпатська Україна (15 березня 1939) поклало край ваганням щодо властивої назви й цієї частини української землі.
Під радянською владою Україна мала назву Українська Соціалістична Радянська Республіка (декрет Українського радянського уряду з 6 січня 1919), а з 31 січня 1937 — Українська Радянська Соціалістична Республіка.
З проголошенням Незалежності 1991 року за українською державою була закріплена назва Україна.

## Погляд етнографаПавла Чубинськогона походження назви України
"З кінця ХІV століття і до теперішнього часу область, яку займають Поляни, стала іменуватися Україною, а жителі її — Українцями. Нині ця назва виявляється далеко поширеною на схід, захід та південь по обидва боки Дніпра, тобто на всю область колишньої козаччини та на сусідні землі, зайняті раніше кочовими народами. Слово Україна має у народній мові й загальне значення, в сенсі характеристики краю, що складається з широких, рівних полів з невеликими «перелісками».

## Погляд українського науковцяМихайла Максимовичана походження назви України
«Але як назва Польської землі засвоїлася землею Ляською; то, ймовірно, на відміну від неї, Південно-Руська Польська земля або Поля Дніпровські назвалися Україною, іменем, яке в південноруській мові означало те, що й поле».